# Coupe caribéenne des nations 1989
Navigation
Édition précédente Édition suivante
La Coupe caribéenne des nations 1989 est la septième édition de la Coupe caribéenne des nations qui est l'une des zones de la CONCACAF. La phase finale eu lieu à la Barbade. 

## Tournoi de qualification

### Zone A:Trinité-et-TobagoetGrenade
Résultats connus :
- 06-1989:  Trinité-et-Tobago 11-0  Aruba
- 06-1989:  Trinité-et-Tobago  3-1  Guyane
- 06-1989:  Trinité-et-Tobago  2-0  Saint-Christophe-et-Niévès
- 06-06-1989:  Grenade 1-0  Trinité-et-Tobago

Trinidad et Tobago et Grenade sont qualifiés pour la phase finale

### Groupe B:Antilles néerlandaisesetSaint-Vincent-et-les-Grenadines
| Rang | Équipe                          | Pts | J | G | N | P | Bp | Bc | Diff |  | Résultats                       |  |     |     |     |      |
| ---- | ------------------------------- | --- | - | - | - | - | -- | -- | ---- |  | ------------------------------- |  | --- | --- | --- | ---- |
| 1    | Saint-Vincent-et-les-Grenadines | 10  | 4 | 3 | 1 | 0 | 11 | 3  | +8   |  | Saint-Vincent-et-les-Grenadines |  | 3-2 | 0-0 | 2-0 | 6-1  |
| 2    | Antilles néerlandaises          | 9   | 4 | 3 | 0 | 1 | 11 | 5  | +6   |  | Antilles néerlandaises          |  |     | 3-1 | 4-0 | 2-1  |
| 3    | Martinique                      | 7   | 4 | 2 | 1 | 1 | 13 | 3  | +10  |  | Martinique                      |  |     |     | 2-0 | 10-0 |
| 4    | Îles Vierges britanniques       | 3   | 4 | 1 | 0 | 3 | 2  | 9  | -7   |  | Îles Vierges britanniques       |  |     |     |     | 2-1  |
| 5    | Guyana                          | 0   | 4 | 0 | 0 | 4 | 3  | 20 | -17  |  | Guyana                          |  |     |     |     |      |

- 23 avril 1989:  Saint-Vincent-et-les-Grenadines 6-0  Sint Maarten
- 26 avril 1989:  Antilles néerlandaises 3-1  Martinique
- 7 mai 1989:  Sint Maarten 1-2  Îles Vierges britanniques
- 10 mai 1989:  Martinique 0-0  Saint-Vincent-et-les-Grenadines
- 21 mai 1989:  Saint-Vincent-et-les-Grenadines 3-2  Antilles néerlandaises
- 21 mai 1989:  Martinique 2-0  Îles Vierges britanniques
- 7 juin 1989:  Antilles néerlandaises 4-0  Îles Vierges britanniques
- 7 juin 1989:  Martinique 10-0  Sint Maarten
- 18 juin 1989:  Sint Maarten 1-2  Antilles néerlandaises
- 19 juin 1989:  Saint-Vincent-et-les-Grenadines 2-0  Îles Vierges britanniques

Les Antilles néerlandaises et Saint-Vincent-et-les-Grenadines sont qualifiés pour la phase finale

### Zone C:Guadeloupe
Résultats connus :
- 23-04-1989:  Antigua-et-Barbuda 1-0  Jamaïque
- 05-1989:  Jamaïque 0-3  Guadeloupe
- 05-1989:  Dominique 1-1  Jamaïque
- 18-06-1989:  Jamaïque 1-1  Sainte-Lucie

La Guadeloupe est qualifiée pour la phase finale.

## Phase finale
Joué à Bridgetown, Barbade. 

### Groupe A
|   | Équipe            | Pts | J | G | N | P | BP | BC | Diff |
| - | ----------------- | --- | - | - | - | - | -- | -- | ---- |
| 1 | Trinité-et-Tobago | 2   | 2 | 1 | 0 | 1 | 3  | 2  | +1   |
| 2 | Guadeloupe        | 2   | 2 | 1 | 0 | 1 | 2  | 1  | +1   |
| 3 | Barbade           | 2   | 2 | 1 | 0 | 1 | 1  | 3  | -2   |

| 3 juillet 1989 | Guadeloupe        | 0 | 1 | Barbade    |
| 5 juillet 1989 | Trinité-et-Tobago | 3 | 0 | Barbade    |
| 7 juillet 1989 | Trinité-et-Tobago | 0 | 2 | Guadeloupe |

### Groupe B
|   | Équipe                          | Pts | J | G | N | P | BP | BC | Diff |
| - | ------------------------------- | --- | - | - | - | - | -- | -- | ---- |
| 1 | Grenade                         | 3   | 2 | 1 | 1 | 0 | 3  | 1  | +2   |
| 2 | Antilles néerlandaises          | 2   | 2 | 0 | 2 | 0 | 2  | 2  | 0    |
| 3 | Saint-Vincent-et-les-Grenadines | 1   | 2 | 0 | 1 | 1 | 1  | 3  | -2   |

| 2 juillet 1989 | Grenade                | 2 | 0 | Saint-Vincent-et-les-Grenadines |
| 4 juillet 1989 | Antilles néerlandaises | 1 | 1 | Saint-Vincent-et-les-Grenadines |
| 6 juillet 1989 | Grenade                | 1 | 1 | Antilles néerlandaises          |

### Finale
| 9 juillet 1989 | Trinité-et-Tobago | 2 – 1 | Grenade | Bridgetown, Barbade |  |
|                | D.Yorke ,         |       | Hood    |                     |  |

| 1989 Digicel Caribbean Cup Trinidad-et-Tobago Premier titre |